# Gama globulin

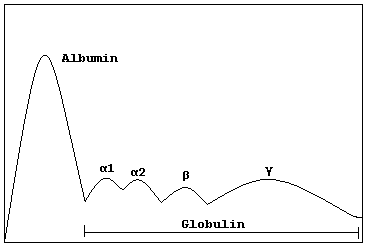
Schematické znázornění gelu pro elektroforézu proteinů

Gama globuliny jsou třídou globulinů, které lze identifikovat podle jejich polohy po elektroforéze proteinů v séru. Nejvýznamnější gama globuliny jsou imunoglobuliny (protilátky), i když některé imunoglobuliny nejsou gama globuliny a některé gama globuliny nejsou imunoglobuliny.

## Využití v léčbě
Injekce gama globulinu se obvykle podávají ve snaze dočasně zvýšit imunitu pacienta proti nemoci. Jako produkt získaný z buněk kostní dřeně a lymfatických žláz mohou injekce gama globulinu spolu s transfuzí krve a intravenózním užíváním drog přenášet hepatitidu C na jejich příjemce. Jakmile byla v roce 1989 identifikována hepatitida C, krevní banky začaly vyšetřovat všechny dárce krve na přítomnost viru v jejich krevním řečišti. Jelikož je však známo, že hepatitida C je přítomna nejméně od 40. let 20. století, gama globulinová injekce, která byl podána před začátkem 90. let, vystavuje příjemce riziku infekce.
Injekce se nejčastěji používají u pacientů, kteří byli vystaveni hepatitidě A nebo spalničkám, nebo k zajištění kompatibility dárce ledvin a příjemce bez ohledu na shodu krevní skupiny nebo tkáně. Injekce se také používají k posílení imunity u pacientů, kteří nejsou schopni přirozeně produkovat gama globuliny kvůli imunitní nedostatečnosti, jako je agamaglobulinémie vázaná na X a syndrom hyper IgM. Takové injekce jsou v moderní lékařské praxi méně časté než dříve a injekce gama globulinu dříve doporučené cestujícím byly do značné míry nahrazeny použitím vakcíny proti hepatitidě A.
Infuze gama globulinu se také používají k léčbě některých imunologických onemocnění, jako je idiopatická trombocytopenie purpura (ITP), onemocnění, při kterém jsou destičky napadeny protilátkami, což vede k vážně nízkému počtu krevních destiček. Ukazuje se, že gama globulin způsobuje, že slezina ignoruje destičky označené protilátkou, což jim umožňuje přežít a fungovat.
Nedávná[kdy?] klinická studie s gama globulinem u pacientů se syndromem chronické únavy neměla žádný zřetelný přínos, zatímco starší studie prokázala zlepšení. Úspěch této léčby zůstává nejistý. 
Další teorie, jak funguje podávání gama globulinu u autoimunitních onemocnění, je přetížení mechanismů, které degradují gama globuliny. Přetížení mechanismu degradace způsobí, že škodlivé gama globuliny mají v séru mnohem kratší polovinu života.
Při Kawasakiho chorobě lze použít intravenózní imunoglobulin (IVIG).
Intravenózní gama globulin byl schválen FDA v roce 2004 ke snížení protilátek u pacienta se selháním ledvin, aby umožnil této osobě přijmout ledvinu od dárce s jinou krevní skupinou (ABO-nekompatibilní), nebo který je nepřijatelnou shodou tkání. Průkopníkem této léčby byl Stanley Jordan v Cedars-Sinai Medical Center v Los Angeles.
V roce 1953 bylo prokázáno, že gama globulin brání paralytické obrně.

## Patologie
Přebytek je znám jako hypergamaglobulinémie. Nedostatek je známý jako hypogamaglobulinémie.
Onemocnění gama globulinů se nazývá „gamapatie“ (například u monoklonální gamapatie neurčeného významu).